# 麒绛镇
麒绛镇，是中国山西省长治市屯留县下辖的一个乡镇级行政单位。

## 行政区划
麒绛镇共辖以下地区：
南街村、东街村、西街村、东脑村、水泉村、西堰村、东堰村、堰草村、西藕村、中藕村、东藕村、沙家庄村、宋庄村、双塔村、郭村、席店村、和峪村、杨家湾村、鸦儿堰村、刘家坪村、高店村、柳行村、尧泽头村、西莲村、西河北村、东河北村、河北脑村、板箱庄村、屯留煤矿生活区。